# Leadale no daichi nite
Leadale no daichi nite (Nhật: リアデイルの大地にて Hepburn: Riadeiru no daichi nite) là một light novel do Ceez viết và Tenmaso vẽ minh họa. Bộ tiểu thuyết được đăng tải từ năm 2010 đến năm 2012 trên trang web viết tiểu thuyết Shōsetsuka ni Narō. Enterbrain đã xuất bản series thành các tập light novel kể từ năm 2019 dưới ấn hiệu Famitsu Bunko. Phiên bản anime chuyển thể do Maho Film sản xuất được phát sóng từ tháng 1 đến tháng 3 năm 2022.
Bản chuyển thể manga do Suzukaze Ryō viết và Tsukimi Dashio vẽ minh họa được đăng tải trên trang web Dengeki PlayStation Comic Web của ASCII Media Works từ tháng 7 năm 2019 và đã được xuất bản thành các tập tankōbon riêng lẻ.

## Nội dung
Sau khi trải qua một vụ tai nạn thảm khốc, Kagami Keina phải dành quãng thời gian còn lại nằm liệt trên giường bệnh. Trò chơi thực tế ảo MMORPG mang tên World of Leadale là nơi duy nhất mà cô thực sự cảm thấy được tự do. Khi tỉnh dậy, Keina thấy mình đang mang hình hài của nhân vật đại diện trong game do chính cô tạo ra, Cayna. Cô không ngừng bối rối khi phát hiện ra vùng đất nơi cô tỉnh dậy có nét giống với Leadale trong game và thực chất là 200 năm đã trôi qua...

## Nhân vật
Cayna (ケーナ Kēna) / Kagami Keina (各務桂菜)
Lồng tiếng bởi: Yukimura Eri
Vốn là một cô gái 17 tuổi, tiểu thư của một gia đình giàu có ở Nhật Bản, Keina phải dành quãng thời gian còn lại nằm liệt trên giường bệnh trong tình trạng sống thực vật sau một vụ tai nạn xe hơi thảm khốc đã đồng thời cướp đi sinh mạng của cha mẹ cô. Trong một lúc chơi trò chơi thực tế ảo MMORPG mang tên World of Leadale, một vụ mất điện đột ngột đã cướp đi sinh mạng của cô. Thay vào đó, cô được chuyển sinh vào thế giới Leadale dưới hình hài của nhân vật đại diện trong game do chính cô tạo ra, Cayna. Theo bảng thông số, cô có cấp độ 1,100. Chuyên môn chính của cô là triệu hồi, và do cô là high elf, nên cô có thể giao tiếp với thực vật - thành ra việc hái thực vật đối với cô là bất khả thi. Trong game, cô được coi là 1 trong 24 "Kẻ phá vỡ giới hạn" và là người thứ 3 trong số 13 "Skill Masters", những người có thể truyền đạt kỹ năng của họ cho người chơi khác theo nguyện vọng của mình. Có thời gian trong game, cô phải sống ẩn dật do hàng đống yêu cầu được truyền đạt kỹ năng quá tải. Cô được mệnh danh là Phù thủy Nhẫn bạc.
Skargo (スカルゴ Sukarugo)
Lồng tiếng bởi: Ono Daisuke
Một nhân vật NPC trong game thuộc tộc High Elf, cấp độ 300. Anh là con trai cả của Cayna (thông qua hệ thống nhận con nuôi trong game) và là Đại tư tế.
Mai-Mai (マイマイ Maimai)
Lồng tiếng bởi: Nazuka Kaori
Một nhân vật NPC trong game thuộc tộc High Elf, cấp độ 300. Cô là con gái thứ của Cayna (thông qua hệ thống nhận con nuôi trong game) và là hiệu trưởng của học viện vuơng lập.
Kartatz (カータツ Kātatsu)
Lồng tiếng bởi: Sugita Momokazu
Một nhân vật NPC trong game thuộc tộc Dwarf, cấp độ 300. Anh là con trai út của Cayna (thông qua hệ thống nhận con nuôi trong game) và là chủ công xưởng đóng tàu.
Caerina Sakai (ケイリナ・堺 Keirina Sakai)
Lồng tiếng bởi: Tadokoro Azusa
Thuộc tộc Elf. Cô là cháu ngoại của Cayna (do là con gái cả của Mai-Mai)
Caerick Sakai (ケイリック・堺 Keirikku Sakai)
Lồng tiếng bởi: Takagi Tomoya
Thuộc tộc Elf. Anh là cháu ngoại của Cayna (do là con trai của Mai-Mai)
Idzik (イジク  Ijiku)
Lồng tiếng bởi: Yashiro Taku
Thuộc tộc Elf. Anh là chắt ngoại của Cayna (do là con trai của Caerick)

## Truyền thông

### Light novel
Leadale no daichi nite do Ceez viết và Tenmaso vẽ minh họa. Bộ light novel ban đầu vốn là một tiểu thuyết mạng đăng tải trên trang web viết tiểu thuyết Shōsetsuka ni Narō từ tháng 11 năm 2010 đến tháng 12 năm 2012. Enterbrain bắt đầu xuất bản tiểu thuyết thành sách từ tháng 1 năm 2019 dưới ấn hiệu Famitsu Bunko. Tại Bắc Mĩ, Yen Press phát hành bản dịch tiếng Anh của light novel từ năm 2019.
| # | Ngày phát hành Tiếng Nhật | ISBN Tiếng Nhật   |
| - | ------------------------- | ----------------- |
| 1 | 30 tháng 1, 2019          | 978-4-04-735469-2 |
| 2 | 30 tháng 5, 2019          | 978-4-04-735640-5 |
| 3 | 30 tháng 10, 2019         | 978-4-04-735802-7 |
| 4 | 30 tháng 3, 2020          | 978-4-04-736050-1 |
| 5 | 28 tháng 8, 2020          | 978-4-04-736220-8 |
| 6 | 27 tháng 2, 2021          | 978-4-04-736509-4 |
| 7 | 30 tháng 8, 2021          | 978-4-04-736702-9 |
| 8 | 28 tháng 1, 2022          | 978-4-04-7369290  |

### Manga
Bản chuyển thể manga do Ryō Suzukaze viết và Tsukimi Dashio vẽ minh họa được đăng tải trên trang web Dengeki PlayStation Comic Web của ASCII Media Works kể từ tháng 7 năm 2019. Các chương truyện được tổng hợp lại và in thành từng tập tankōbon. Bản dịch tiếng Anh của truyện do nhà xuất bản Yen Press ấn hành ra mắt vào năm 2022.
| # | Ngày phát hành Tiếng Nhật | ISBN Tiếng Nhật   |
| - | ------------------------- | ----------------- |
| 1 | 26 tháng 3, 2020          | 978-4-04-866984-9 |
| 2 | 26 tháng 8, 2020          | 978-4-04-913363-9 |
| 3 | 26 tháng 4, 2021          | 978-4-04-913759-0 |
| 4 | 8 tháng 1, 2022           | 978-4-04-914115-3 |
| 5 | 25 tháng 11, 2022         | 978-4-04-914725-4 |
| 6 | 27 tháng 10, 2023         | 978-4-04-915355-2 |

### Anime
Vào ngày 22 tháng 2 năm 2021, Kadokawa thông báo Leadale no daichi nite sẽ có một bản chuyển thể anime. Maho Film là đơn vị sản xuất anime, Yanase Takeyuki giữ vai đạo diễn, Fudeyasu Kazuyuki biên soạn kịch bản, Yumemi Kujira sáng tác nhạc nền. Matsudate Toshihide, Kojima Eri và Deguchi Kaho hợp tác thiết kế nhân vật. Bài hát mở đầu anime là "Happy encount" do TRUE trình bày, còn bài hát kết thúc là "Hakoniwa no Kōfuku" biểu diễn bởi Tadokoro Azusa.
Bộ anime được phát sóng vào ngày 6 tháng 1 năm 2022 đến ngày 23 tháng 3 năm 2022 với 12 tập phim. Crunchyroll cấp phép phát sóng anime tại Bắc Mĩ.

### Danh sách tập
| TT. | Tiêu đề                                                                                                  | Đạo diễn           | Biên kịch         | Phân cảnh          | Ngày phát hành gốc  |
| --- | --- | ------------------ | ----------------- | ------------------ | ------------------- |
| 1 | "Yadoya to, Tō to, Kuma to, Enkai" (宿屋と、塔と、熊と、宴会)                                            | Yanase Takeyuki    | Fudeyasu Kazuyuki | Yanase Takeyuki    | 5 tháng 1 năm 2022  |
| Tại một bệnh viện Nhật Bản trên Trái Đất, Kagami Keina, một bệnh nhân bị tàn tật vĩnh viễn mất mạng khi thiết bị hỗ trợ sự sống của cô hết năng lượng. Lúc sau, cô tỉnh dậy trong thế giới của Leadale, nơi đặt bối cảnh của trò nhập vai thực tế ảo mà cô hay chơi. Theo chủ nhân quán trọ nơi cô tỉnh dậy, cô sốc khi biết rằng 200 năm đã trôi qua kể từ lần cuối cô tham gia trò chơi ở đời thực. Không biết làm gì tiếp theo, cô quyết định nhìn qua tháp căn cứ của trò chơi để tìm hiểu về nhân vật đại diện của cô, Cayna. Trên đường trở về quán trọ, cô cứu một người thợ săn khỏi một con quái vật, và ngất đi vì uống rượu trong bữa tiệc hôm đó. | |                    |                   |                    |                     |
| 2 | "Keganin to, Ōto to, Musuko-tachi to, Onigokko" (怪我人と、王都と、息子たちと、鬼ごっこ)                 | Kusaka Naoyoshi    | Fudeyasu Kazuyuki | Amino Tetsuro      | 12 tháng 1 năm 2022 |
| 3 | "Musume to, Tōgijō to, Bakusō to, Appākatto" (tiếng Nhật: 娘と、闘技場と、爆走と、アッパーカット)        | Ōkubo Tomihiko     | Fudeyasu Kazuyuki | Ōkubo Tomihiko     | 19 tháng 1 năm 2022 |
| 4 | "Musuko to, Kenka to, Tabi to, Yatō" (tiếng Nhật: 息子と、喧嘩と、旅と、野盗)                            | Saitō Hiroshi      | Fudeyasu Kazuyuki | Sugishima Kunihisa | 26 tháng 1 năm 2022 |
| 5 | "Magomusuko to, Magomusume to, Himago to, Toride" (tiếng Nhật: 孫息子と、孫娘と、曾孫と、砦)             | Ōyabu Kyōhei       | Fudeyasu Kazuyuki | Ōyabu Kyōhei       | 2 tháng 2 năm 2022  |
| 6 | "Rock Golems to, Tōmoku to, Gaikotsu to, Yōsei" (tiếng Nhật: ロックゴーレムと、頭目と、ガイコツと、妖精) | Yanase Takeyuki    | Fudeyasu Kazuyuki | Yanase Takeyuki    | 9 tháng 2 năm 2022  |
| 7 | "Kumagari to, Ōjo to, Ofuro to, Kaijū" (tiếng Nhật: 熊狩りと、王女と、お風呂と、怪獣)                    | Matano Hiromichi   | Fudeyasu Kazuyuki | Ōyabu Kyōhei       | 16 tháng 2 năm 2022 |
| 8 | "Sentō to, Shōri to, Kaiwa to, Jōhō" (tiếng Nhật: 戦闘と、勝利と、会話と、情報)                          | Kusaka Naoyoshi    | Fudeyasu Kazuyuki | Habara Kumiko      | 23 tháng 2 năm 2022 |
| 9 | "Saihō to, Ningyo to, Gokai to, Zonbi" (tiếng Nhật: 再訪と、人魚と、誤解と、ゾンビ)                      | Ōkubo Tomihiko     | Fudeyasu Kazuyuki | Ōkubo Tomihiko     | 2 tháng 3 năm 2022  |
| 10 | "Shitsuji to, Yūreisen to, Yōshi to, Ryūgūjō" (tiếng Nhật: 執事と、幽霊船と、養子と、竜宮城)             | Takahashi Masakazu | Fudeyasu Kazuyuki | Sugishima Kunihisa | 9 tháng 3 năm 2022  |
| 11 | "Shōkai to, Basha to, Meido to, Hikkoshi" (tiếng Nhật: 紹介と、馬車と、メイドと、引っ越し)               | Kusaka Naoyoshi    | Fudeyasu Kazuyuki | Hagiwara Yōko      | 16 tháng 3 năm 2022 |
| 12 | "Ijū to, Kenchiku to, Hikō to, Daichi" (tiếng Nhật: 移住と、建築と、飛行と、大地)                        | Yanase Takeyuki    | Fudeyasu Kazuyuki | Yanase Takeyuki    | 23 tháng 3 năm 2022 |